# Morchella anatolica
Morchella anatolica ist eine Schlauchpilzart (Ascomycota) aus der Familie der Morchelverwandten (Morchellaceae).

## Merkmale

### Makroskopische Merkmale
Morchella anatolica bildet recht kleine 30–35 Millimeter hohe und 8 bis 10 Millimeter breite, kegelige, in Hut und Stiel gegliederte Fruchtkörper (Komplexapothecien). Die Fruchtschicht bildet gestreckte Gruben, die durch sterile, länglich angeordnete Rippen voneinander getrennt sind, Die Rippen sind einfach, manchmal auch gegabelt. Der Hut ist lilafarben, wird im Alter etwas dunkler, manchmal gräulich. Der weißliche Stiel misst (6–)10–15 × 7–8 Millimeter,  ist zylindrisch oder nach unten hin kegelig, leicht verdickt an der Basis, hohl. Seine Oberfläche ist feinflaumig oder grobkörnig mit dunkelbräunlichen Punkten oder Streifen im oberen Teil.

### Mikroskopische Merkmale
Die Sporen bilden sich jeweils zu acht in Asci, die die Gruben auskleiden – die Rippen sind steril. Sie sind ellipsoid, jung dickwandig, durchscheinend (hyalin), bei Reife mit einer feinen länglichen bis körnigen Streifung und messen 24 bis 30 auf 12 bis 18 Mikrometer. Sie sind im Ascus ein- oder teilweise zweireihig angeordnet. Die Asci sind zylindrisch bis keulig geformt, lang gestielt und messen 290 bis 310 auf 18 bis 26 Mikrometer. Die Paraphysen sind zylindrisch bis schmal keulig, 10 bis 17 Mikrometer stark und ebenfalls hyalin oder mit einem körnigen Inhalt. Die Spitze ist manchmal verschmälert, abgestumpft.
Die Hyphen der Rippen sind dünnwandig, hyalin oder leicht bräunlich an der Basis, zylindrisch bis spindelförmig. Sie sind unterschiedlich groß von 80 bis 220 Mikrometer lang und 12–22 Mikrometer dick. Sie enthalten unregelmäßig verteilt Kristalle.

## Artabgrenzung
Morchella anatolica ist mit ihren kleinen, lilafarbenen Fruchtkörpern und den länglichen Rippen unverwechselbar.

## Ökologie
Morchella anatolica wächst in Gruppen in einem moosigen Wald unter Kalabrischer Kiefer. In Spanien wuchs sie im Wald unter Breitblättriger Steinlinde und Oleander in der Nähe von Eschen und Eichen.

## Verbreitung
Morchella anatolica ist bisher nur vom Ort der Erstbeschreibung in Südwestanatolien in der türkischen Provinz Muğla und aus der spanischen Provinz Córdoba bekannt. Vermutlich ist sie aber noch weiter im Mittelmeerraum verbreitet.

## Systematik und Taxonomie
Morchella anatolica wurde erst 2010 von Mustafa Işıloğlu, Brian M. Spooner, Hakan Allı und M. Halil Solak erstbeschrieben. Morchella anatolica ist die Schwesterart zu Morchella rufobrunnea, eine Art, die im westlichen Nordamerika vorkommt. Beide zusammen bilden die am frühsten sich abspaltende Klade der Morcheln.